# Zwaring-Pöls
Zwaring-Pöls è stato un comune austriaco nel distretto di Graz-Umgebung, in Stiria. È stato creato il 1º gennaio 1968 dalla fusione dei precedenti comuni di Pöls e Zwaring e soppresso il 31 dicembre 2014; dal 1º gennaio 2015 le sue frazioni di Pöls e Zwaring sono state aggregate all'altro comune soppresso di Dobl per costituire il nuovo comune mercato (Marktgemeinde) di Dobl-Zwaring.